# Tanaostigmodes flavicorpus
Tanaostigmodes flavicorpus är en stekelart som först beskrevs av Girault 1917.  Tanaostigmodes flavicorpus ingår i släktet Tanaostigmodes och familjen Tanaostigmatidae. Inga underarter finns listade i Catalogue of Life.